# 司馬昭之心
《司馬昭之心》（日语：さかしき人にみるこころ）是light於2008年5月30日發售的戀愛冒險類型成人遊戲，簡稱。2009年5月29日發售以純紀子為女主角的衍生作品，2010年8月27日發售以純真路乃為女主角的衍生作品與合集。
官方將遊戲類型定為，其中的「（Pedantic）」意思是「賣弄學問的」，故事中一重和亞利美會多番較量知識。

## 故事
勾坂一重在學校圖書館內，突然不知何故被素昧平生的女學生說「討厭」自己。對害怕遭人厭惡、裝好學生的一重而言，無法忍受這等事態，開始藉由幫忙圖書委員的工作等，試圖接觸亞利美，後演變成兩人的知識競爭。

## 人物
勾坂一重
本作主角，3年級學生。自小害怕遭人討厭而逢迎他人，在小學時期被取了外號『EKC（ええかっこしい）』。一重對此一直介懷，中學時搬家至東京後改變形象避免被識破真面目，力圖成為真正的型男。
真柄亞利美（聲：青山由香里）
本作女主角，3年級的圖書委員。越前市出身，因為通學和家裡分住。配戴鈦框眼鏡，醞釀出知性但不易親近的氛圍。
純紀子（聲：牧泉美）
真路乃的姊姊，3年級，亞利美的朋友。綽號叫『どんちゃん』（小鈍）。個性溫吞而天然呆，但為人很踏實。在續作《どんちゃんがきゅ～》擔當女主角。
純真路乃（聲：木村あやか）
紀子的妹妹，1年級學生。和姊姊相反，有著堅毅性格及暴力傾向，自詡為紀子的保護者，但其實精神上依賴著紀子。

## 製作人員
- 劇本：噓屋佐佐木酒人
- 原畫：AKINOKO
- 音樂：樋口秀樹

## 主題曲
片頭曲（哥德巴赫的戀愛猜想）
作詞、作曲：樋口秀樹，主唱：WHITE-LIPS

## 相關商品
主題歌&廣播劇CD
- - 發售日：2008年12月28日
  - JAN代碼：4529904000719
  - 收錄OP主題歌的完整版和卡拉OK版本，以及真柄亞利美持續說教的廣播劇（過來這裡坐好）。

## 評價
本作為light的低價格系列作品，在美少女ゲームアワード2008獲得低價格獎的金賞。在追加生產時，為感謝玩家支持，將本作和另外一款低價格系列作品《しょぱん!》推出2合1包裝販售，但價格不變。

## 外部連結
- light Official Web Site（页面存档备份，存于）